# Mortonagrion aborense
Mortonagrion aborense är en trollsländeart som först beskrevs av Harry Hyde Laidlaw, Jr. 1914.  Mortonagrion aborense ingår i släktet Mortonagrion och familjen dammflicksländor. IUCN kategoriserar arten globalt som livskraftig. Inga underarter finns listade i Catalogue of Life.